# Gescher
Gescher là một đô thị ở huyện Borken, trong Nordrhein-Westfalen, Đức. Đô thị này tọa lạc gần biên giới với Hà Lan. 